# Эронен, Теэму
Теэму Эронен (фин. Teemu Eronen; род. 22 ноября 1990, Вантаа, Финляндия) — финский хоккеист, защитник. Игрок сборной Финляндии по хоккею с шайбой.

## Биография

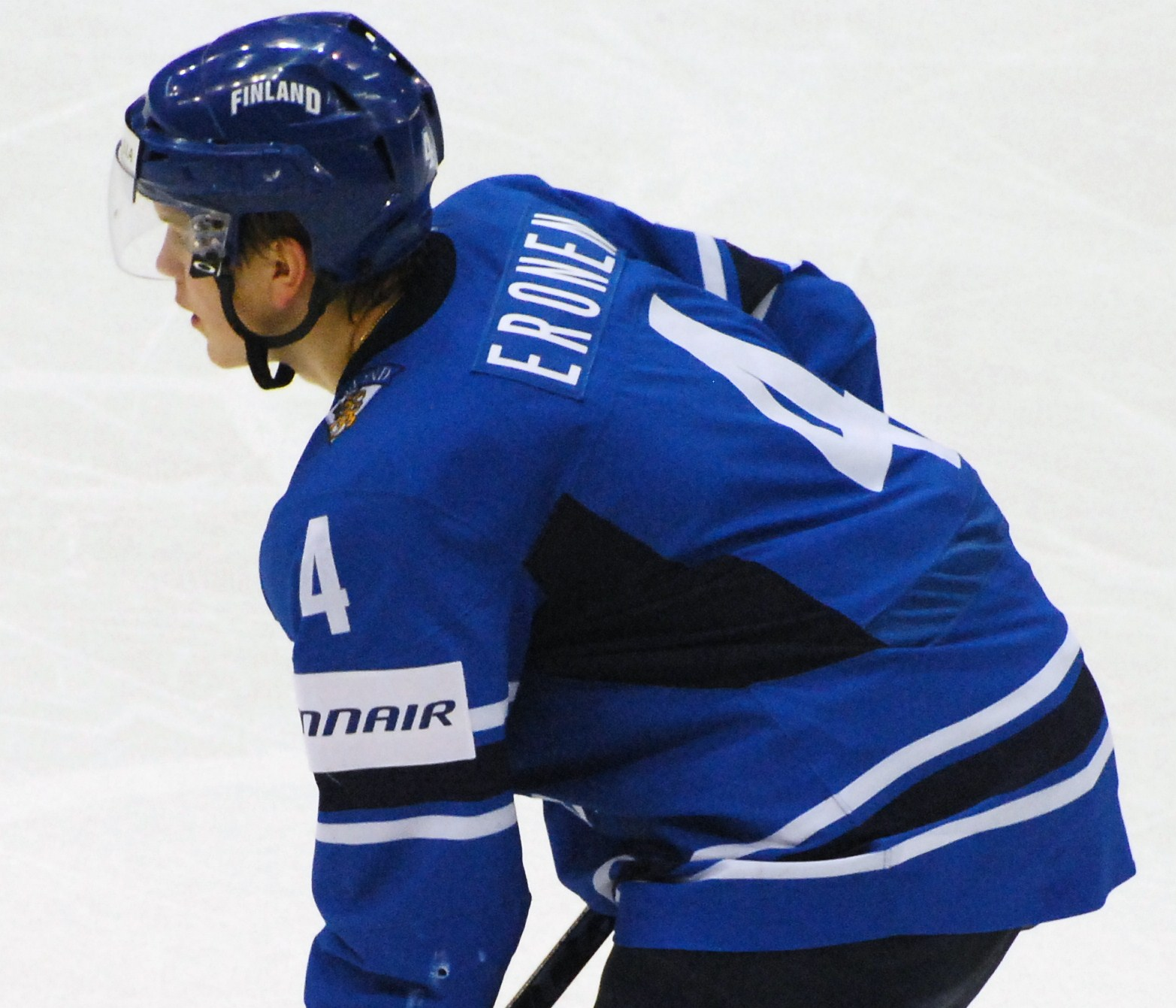
Теэму Эронен в составе сборной Финляндии

Теэму Эронен — воспитанник хоккейной школы «Этеля-Вантаан Урхейлият». Выступал за молодёжные составы клуба «Йокерит». В финской хоккейной лиге дебютировал 25 ноября 2008 года в матче против команды «КалПа». В 2010 году продлил контракт с «Йокеритом» на два года. На драфте НХЛ 2011 года был выбран хоккейным клубом «Сент-Луис Блюз» в седьмом раунде под 192 номером. В 2014 году заключил соглашение с «Йокеритом», которое позволяло ему провести два сезона в другом клубе КХЛ. Сезон 2014/15 Тему провёл за нижнекамский «Нефтехимик». В 2015 году перешёл в подольский «Витязь». Выступал за молодёжные сборные Финляндии. 9 февраля сыграл первый матч за взрослую сборную в рамках турнира «Шведские хоккейные игры».

## Статистика
| Легенда | Легенда                    | Легенда | Легенда                   | Легенда | Легенда    |
| ------- | -------------------------- | ------- | ------------------------- | ------- | ---------- |
| И       | Количество проведённых игр | Штр     | Штрафное время            | +/−     | Плюс-минус |
| Г       | Голы                       | П       | Голевые передачи          | О       | Очки       |
| -       | Статистика неизвестна      | —       | Статистика не учитывалась |         |            |

### Международная карьера
| Год      | Команда   | Соревнование |          | И | Г | А | О | Штр |
| -------- | --------- | ------------ | -------- | - | - | - | - | --- |
| 2008     | Финляндия | ЮЧМ          | 6        | 0 | 0 | 0 | 4 |     |
| 2010     | Финляндия | МЧМ          | 6        | 1 | 2 | 3 | 4 |     |
| Всего ЧМ | Всего ЧМ  | Всего ЧМ     | Всего ЧМ | 0 | 0 | 0 | 0 | 0   |